# Lina Mangiacapre
Lina Mangiacapre, vero nome Carmela (Sant'Antimo, 5 gennaio 1946 – Napoli, 23 maggio 2002), è stata un'artista, scrittrice e regista italiana.
Ha sperimentato diverse forme d'arte, dalla poesia al cinema, dalla pittura alla performance; ha scritto romanzi, poesie, opere teatrali, saggi e articoli, concependo la scrittura e l'arte come forme di attivismo politico femminista.

## Biografia

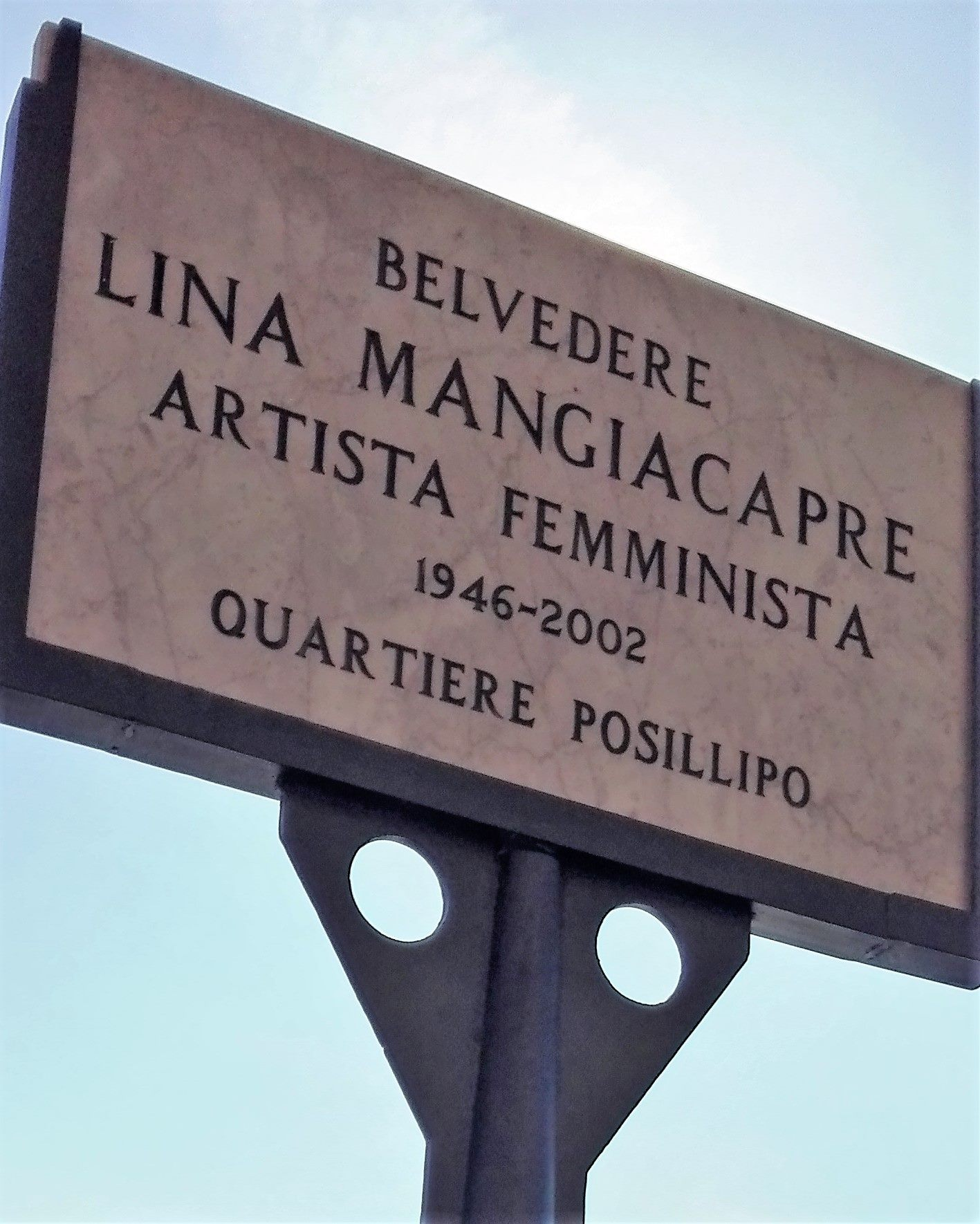
Belvedere intitolato a Lina Mangiacapre in via Posillipo, Napoli

Nasce nel comune campano di Sant’Antimo da una famiglia appartenente alla medio-alta borghesia che si trasferisce poco dopo a vivere nel centro di Napoli.
Durante gli anni degli studi universitari incontra la contestazione studentesca e la rivolta femminista, che descriverà più tardi come "una grande rivoluzione culturale in cui i contenuti del passato e il provincialismo di una cultura chiusa venivano messi in discussione, quasi una grande risata; in questo senso il Sessantotto appare come un momento romantico”. Ricordando la sua formazione, Mangiacapre racconta come per lei il Sessantotto abbia significato "eliminare caste e rigidità, che ancora c’erano tra gli intellettuali e la gente che lavorava: operai, artigiani e là ho trovato la mia passione filosofica".
Si laurea in filosofia e inizia l'attività di pittrice con lo pseudonimo di Màlina. Nel 1970 fonda il gruppo femminista Le Nemesiache, in omaggio a Nemesi, dea della giusta vendetta, adottandone il nome e cimentandosi in differenti forme espressive.
Nel suo ambiente si distingue anche per il suo aspetto androgino e il modo di vestire provocatorio: indossa abiti mitologici, dark o punk rock, cilindri e bombette, stivali da cavallerizza, grandi occhiali a farfalla. Dacia Maraini nella sua prefazione al suo romanzo Pentesilea (1996) sul mito della regina delle Amazzoni, scrive che Mangiacapre sembra non appartenere «al mondo degli umani, ma a quello delle fate, degli elfi, degli gnomi, degli spiriti bizzarri e imprevedibili».
Nel 1972 compone Cenerella, la sua prima opera teatrale femminista, messa in scena l'anno successivo a Napoli e nel 1974 trascritta per il cinema con l'omonimo titolo. Chiamata dall'autrice "psicofavola", rappresenta un tipo di performance che incoraggia il pubblico femminile presente - gli uomini, provocatoriamente, sono ammessi solo se accompagnati da donne che garantiscono per loro - a intervenire e discutere, sollecitando la pratica dell'autocoscienza, a partire dalla riflessione sul personaggio di Cenerentola, reinterpretata in chiave queer e femminista. Capovolgendo le più classiche convenzioni teatrali, Mangiacapre adotta il crosscasting, facendo interpretare i personaggi maschili alle donne.
L'uso del corpo come elemento performativo, il mito dell'androgino, "l'essere intero non separato", la possibilità di superare il binarismo di genere, presente in Cenerella, ritornano in Eliogabalo (1982) e nel romanzo e poi film Faust-Fausta (1990), in cui il personaggio principale attraversa una serie di misteriosi cambi di sesso.
Nel 1976 realizza e dirige con il gruppo delle Nemesiache L'altro sguardo, la Rassegna del Cinema Femminista di Sorrento. Nel 1977 con le Nemesiache costituisce la cooperativa culturale Le tre Ghinee (poi divenuta associazione), con lo scopo di affermare la creazione artistica femminile.
I miti classici e moderni messi in scena nel teatro di Mangiacapre sono usati per denunciare il sistema patriarcale e la condizione femminile meridionale. Nel 1986 dirige il lungometraggio Didone non è morta e nel 1987 istituisce il premio cinematografico Elvira Notari, assegnato fino al 2001 da una giuria da lei presieduta alla Mostra del cinema di Venezia, al film della rassegna maggiormente capace di mettere in rilievo l'immagine della donna protagonista nella storia. Dopo la sua morte il premio verrà intitolato “Premio Lina Mangiacapre”. Sempre dal 1987 fonda e dirige Mani/festa: il diverso della scrittura, trimestrale di cinema, teoria, cultura e organizza a Castel dell'Ovo di Napoli la videomostra Io/Il Mistero/Le S, performance in cui coesistono le sue creazioni in musica, teatro, pittura, cinema, videoarte.
Nel 1990 la Presidenza del Consiglio dei Ministri le assegna il Premio per la Cultura e l'anno successivo esce il suo secondo lungometraggio Faust/Fausta, tratto dal suo romanzo omonimo. Nel 1993 dirige, su sceneggiatura di Luciano Crovato, Donna di cuori.
Nel 1996, per i 50 anni del voto alle donne, realizza per la Presidenza del Consiglio dei Ministri lo spot Da elettrici ad elette.
Scrive per diversi quotidiani e riviste, tra cui L'Unità, Paese sera, Quotidiano donna, Effe, Femmes en Mouvement.
Come fondatrice delle Nemesiache e della cooperativa Le 3 Ghinee (successivamente associazione), ha autopubblicato alcuni libri e partecipato all'iter costitutivo della Casa Internazionale delle donne a Roma. È stata tra le collaboratrici de Il Foglio del Paese delle donne e tra le curatrici del premio di scrittura femminile Il Paese delle donne.
Muore il 23 maggio 2002 a Napoli.

## Riconoscimenti
Dal 1986 a Lina Mangiacapre è stata dedicata una sezione al National Museum of Women in Arts di Washington.
Nel 2004 l'Associazione Le Tre Ghinee/Nemesiache ha organizzato a Capri una mostra sulla sua produzione pittorica pubblicando poi il catalogo dall'omonimo titolo Dipingere la Poesia.
Nel 2015 è uscito il documentario biografico Lina Mangiacapre - Artista del femminismo, diretto da Nadia Pizzuti, che ne ricostruisce pensiero e opera attraverso materiali di repertorio.
Il primo aprile 2017 il comune di Napoli ha intitolato il belvedere di via Posillipo, all'altezza del civico 44, alla memoria di Lina Mangiacapre.

## Pubblicazioni
- Lina Mangiacapre, Cinema al femminile, Padova, Mastrogiacomo, 1980, SBN RAV0134481.
- Lina Mangiacapre, Faust/Fausta, Firenze, L'Autore Libri, 1990, SBN NAP0067447.
- Lina Mangiacapre, Il mare sarà solo, Calcata, Edizioni del Giano, 1993, SBN NAP0068413.
- Lina Mangiacapre, Cinema al femminile 2, Napoli, Le tre ghinee, 1994, SBN NAP0134862.
- Lina Mangiacapre, Donne e unicorni, Napoli, Le tre ghinee, 1995, SBN NAP0156485.
- Lina Mangiacapre, Pentesilea, Napoli, Le tre ghinee, 1996, SBN RMS1767025.
- Lina Mangiacapre, Amazzoni e Minotauri, Rimini, Raffaelli, 2008, ISBN 978-88-89642-53-5.

## Teatro
Per il teatro ha scritto e messo in scena: 
- Cenerella (1973/1975)
- Prigioniere politiche (1978)
- Faro (1979)
- Per Ofelia (1980)
- Eliogabalo (1982)
- Eleniade (Premio Fondi La Pastora - 1983)
- Biancaneve (1984)
- Viaggio nel mito di Capri (1992)

## Filmografia
- Cerenella (1974)
- Autocoscienza (1976)
- Antistrip (1976)
- Follia come poesia (1977/79), girato con le pazienti della sesta divisione dell’ex ospedale psichiatrico “Frullone” di Napoli
- Le Sibille (1980), premiata per la miglior regia al Festival di Fantascienza di Trieste
- Ricciocapriccio (1981), favola multimediale
- Didone non è morta (1987)
- Faust Fausta (1990)[26]
- Donna di cuori, girato con Luciano Crovato (1994)